# ベルギー王立シネマテーク

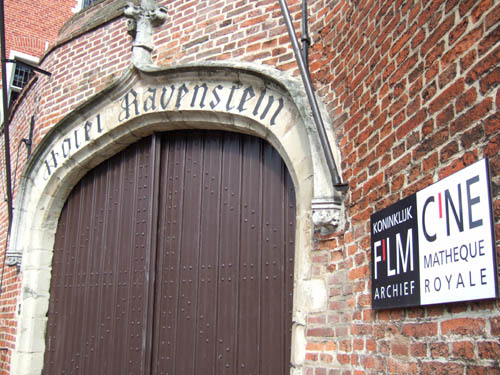
ベルギー王立シネマテーク。

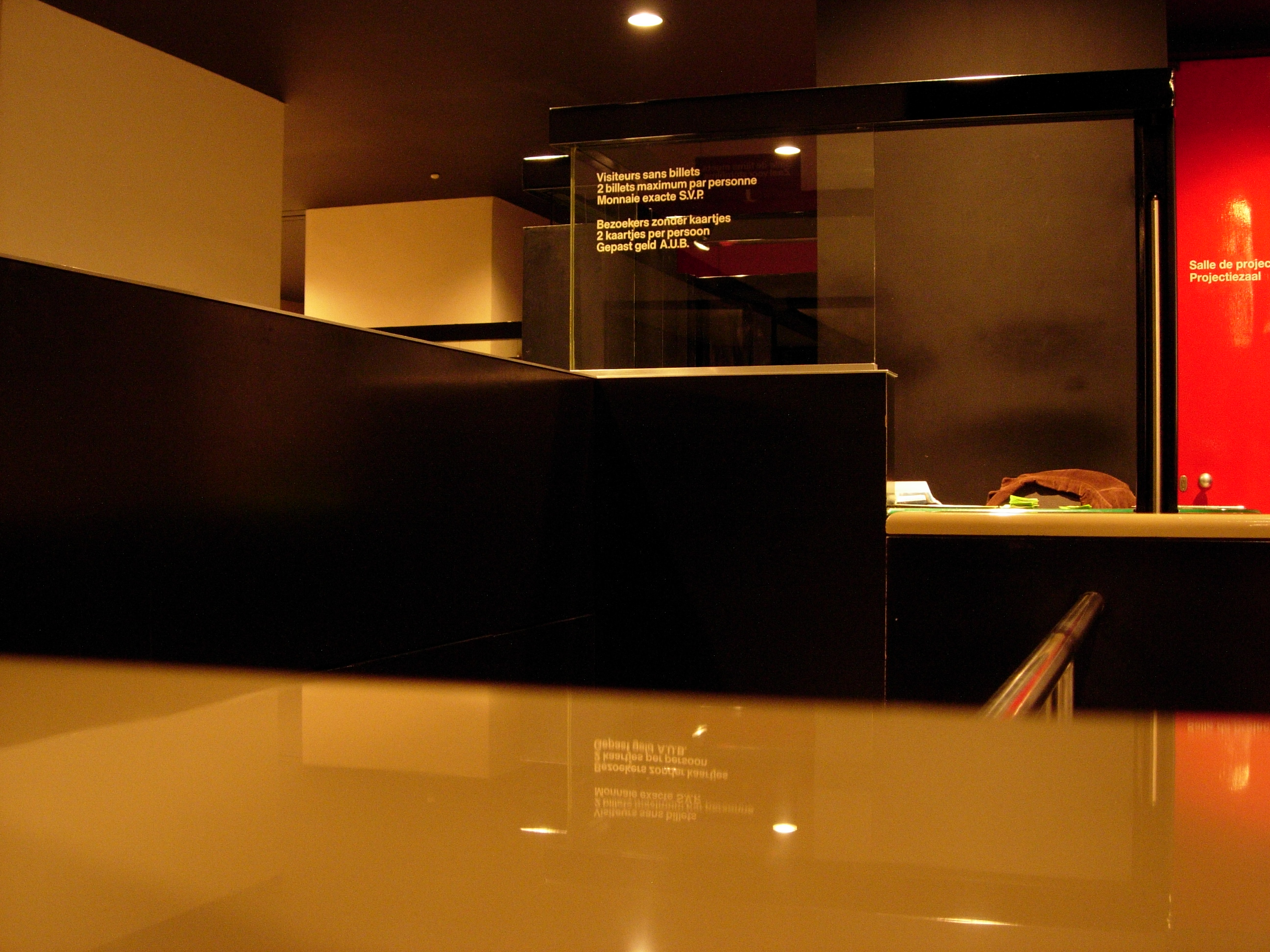
併設するブリュッセル映画博物館の上映ホール。

ベルギー王立シネマテーク（フランス語: La Cinémathèque royale de Belgique）は、ベルギーのブリュッセルに存在する王立のシネマテークである。

## 略歴・概要
1938年、アンリ・ストルク、アンドレ・ティリフェ、ピエト・ヴェルメーレンが設立した。
本シネマテークの目的は、
- 審美的、技術的、歴史的な関心を恒久的にもち、フィルムのコレクションを構築・維持すること。
- 映画芸術に関する、可能な限り広範な資料を収集すること。
- 審美的および科学的関心を目的として、上記のフィルムおよび資料の検索機能を提供すること。

である。
1948年以来、ジャック・ルドゥーがフィルム修復を担当、1988年にルドゥーが退任して以降は、ガブリエル・クラスが担当している。
フランス語圏、オランダ語圏両者の利益に浴するための、政府の助成による両文化的機関である。フィルム・アーカイヴの国際的組織、国際フィルムアーカイヴ連盟（FIAF）に加盟している。

## 関連事項
- ベルギーの映画
- フィルム修復 （fr:Conservation et restauration des films, en:Film preservation）
- ブリュッセル映画博物館（fr:Musée du cinéma de Bruxelles）
- ジャック・ルドゥー （fr:Jacques Ledoux）
- ガブリエル・クラス （en:Gabrielle Claes）